# Jednorog (zviježđe)
Jednorog (lat. Monoceros) jedno je od 88 modernih zviježđa. Slabo vidljiva konstelacija zimskog neba. 